# Organizacja pożytku publicznego

Symbol OPP

Organizacja pożytku publicznego (OPP) – termin wprowadzony w Polsce 1 stycznia 2004 przepisami ustawy o działalności pożytku publicznego i o wolontariacie.
W praktyce często mylone są pojęcia „organizacji pożytku publicznego” i „działalności pożytku publicznego”. Działalność pożytku publicznego jest pojęciem szerszym. Każda organizacja pożytku publicznego musi prowadzić działalność pożytku publicznego, choć nie każda organizacja, która prowadzi działalność pożytku publicznego, musi mieć status organizacji pożytku publicznego.
Status OPP może uzyskać organizacja pozarządowa (z wyjątkiem partii politycznych i należących do nich fundacji, związków zawodowych, organizacji pracodawców oraz samorządów zawodowych), jak również spółka kapitałowa powołana w celu niezwiązanym z prowadzeniem działalności gospodarczej, jeżeli prowadzi przez co najmniej dwa lata działalność w obszarach tzw. pożytku publicznego, które zostały określone ustawą o działalności pożytku publicznego i o wolontariacie. Ponadto organizacja musi spełniać dodatkowe kryteria, dotyczące m.in. jawności działania, kontroli w organizacji. Status OPP nadają organizacjom wydziały gospodarcze Krajowego Rejestru Sądowego sądów rejonowych odpowiednich dla adresu siedziby organizacji. Status ten jest nadawany na własny wniosek organizacji aspirującej, po sprawdzeniu jego formalnej i merytorycznej poprawności. Status ten może być odebrany wyłącznie na drodze sądowej.
Status OPP daje następujące przywileje:
- możliwość otrzymywania 1,5%[2] podatku dochodowego od osób fizycznych, które wybierają organizację, której chcą przekazać te środki za pomocą odpowiedniego wpisu w deklaracji PIT; w roku 2013 liczba osób, które przekazały w ten sposób swój 1,5% podatku dochodowego, przekroczyła 12 milionów; w sumie przekazali oni 506,6 mln złotych[3].
- zwolnienie od podatków: dochodowego od osób prawnych, od nieruchomości, od czynności cywilnoprawnych; oraz zwolnienie od opłat skarbowych i sądowych
- prawo do nieodpłatnego informowania o ich działalności przez jednostki publicznej radiofonii i telewizji.

Posiadanie przez organizację statusu organizacji pożytku publicznego nakłada na nią obowiązki sprawozdawczości, aby wszyscy zainteresowani mogli uzyskać informacje, na co wydane zostały pieniądze przekazywane przez darczyńców. Na obowiązki te składa się publikowanie i składanie w Departamencie Pożytku Publicznego Ministerstwa Pracy i Polityki Społecznej dorocznego sprawozdania finansowego i merytorycznego, które od 2011 r. składa się na specjalnych formularzach określających ściśle ich zawartość.
Oprócz Krajowego Rejestru Sądowego obowiązek prowadzenia rejestru organizacji OPP i ogólnego nadzoru nad nimi spoczywa na Departamencie Pożytku Publicznego Ministerstwa Pracy i Polityki Społecznej. Ta sama instytucja ma również prawo do przeprowadzania kontroli tych organizacji. Oprócz tego ustawa o OPP ustanowiła Radę Działalności Pożytku Publicznego oraz wojewódzkie, powiatowe i gminne rady działalności pożytku publicznego, które pełnią rolę organów doradczo-opiniujących.
W roku 2013 organizacji posiadających status OPP było 7654, w wyniku nieprawidłowości status ten utraciło 338 organizacji.
W 2018 roku organizacji mających status OPP było 8887.
Darowizny przekazane przez osoby fizyczne organizacjom pożytku publicznego podlegają odliczeniu od dochodu, zmniejszając podstawę opodatkowania.